# Isola di San Biagio (Manerba del Garda)

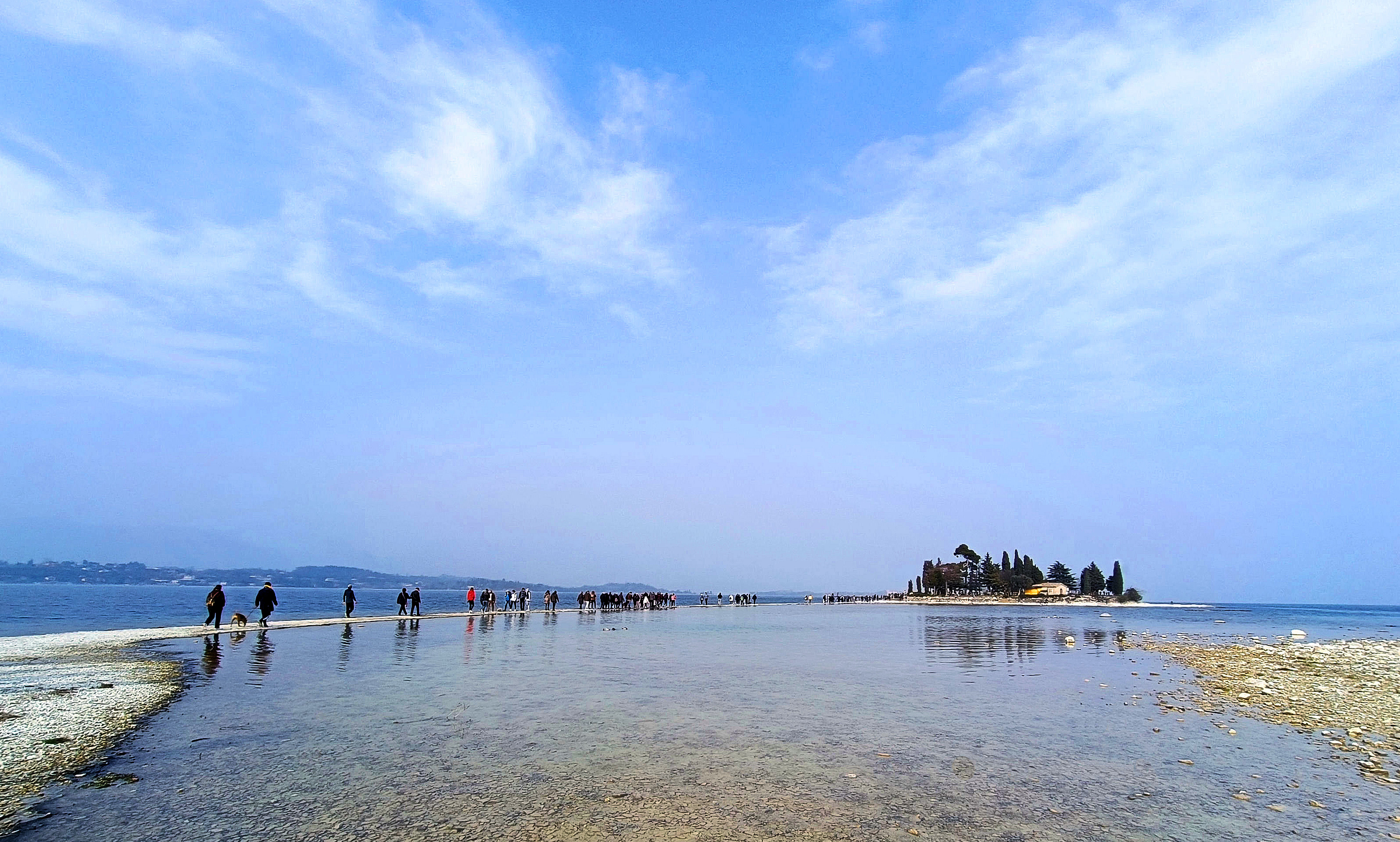
Manerba del Garda, Isola di San Biagio raggiungibile a piedi durante la secca del 2023.

L'isola di San Biagio, conosciuta anche come Isola dei Conigli, è un'isola del lago di Garda.
Essa dista poco più di duecento metri dalla terraferma, esattamente dalla "punta Belvedere" all'interno del camping "San Biagio", e appartiene al territorio comunale di Manerba del Garda, in provincia di Brescia. L'isola è di proprietà del campeggio antistante la terraferma ed è per questo che per visitarla è necessario pagare un biglietto.
L'isola è raggiungibile giornalmente da un battello con partenza da Porto Torchio a Manerba del Garda e, in alcuni periodi dell'anno, anche a piedi lungo una sottile striscia di terra, a causa della siccità del lago di Garda.

## Descrizione
L'isola ha una lunghezza approssimativa di 110 metri ed è larga circa 70 metri. Ha una superficie indicativa di circa 7000 m². L'isola è dotata di un piccolo pontile utilizzato per l'attracco delle barche ed è dotata nella zona sud di un piccolo edificio adibito a bar.

## Proprietà
Il nome dell'isola è dovuto alla presenza di conigli e per questo era utilizzata come riserva di caccia dai nobili che ne erano proprietari. Dal 2007 l'isola è di proprietà del campeggio "San Biagio" ed è parte della Riserva Naturale della Rocca di Manerba del Garda, nata appunto per lo studio e la protezione delle biodiversità dell'ambiente del lago.